# 林连玉
林连玉（马来文／英文：Lim Lian Geok，1901年8月19日—1985年12月18日）是马来西亚华文教育工作者、教育家，出生于中国福建永春，原名林采居。他自1935年起在吉隆坡尊孔学校（后来改为尊孔独中）任教，一直到1961年8月被马来亚政府驱逐离校为止，期间致力于维护华文教育，主张民族、语言平等，積極爭取把華文列為馬來西亞官方語文之一，並推动了马来西亚华校教师会总会（教总）和马来西亚华校董事联合会总会（董总）的成立。他的精神后来也激励馬來西亞华人努力爭取公民权。

## 生平

### 早年教育
林连玉小时候在中国乡下成长，之后在厦门度过他的少年时代，他当过学徒后就学集美师范学校。早年的中国教育奠定了他良好的中国古文基础。林连玉受纯中文的教育，儒家思想深入他的骨髓。
1924年，他以优异的成绩毕业于集美学校师范部文史地系，之后他受挽留在母校任教。

### 执教南洋
1927年因时局动乱，学校关闭而前往南洋，他先在霹雳州爱大华任教，之后在印尼爪哇任抹任教。
1931年，“他因喜欢在报上发表文章，引起荷兰政府的疑忌”，他离开任抹，被应聘到马来亚巴生共和学校任教。改名“连玉”，从此沿用此名直到去世。1935年，在吉隆坡尊孔学校服务。直至1961年8月被政府驱逐离校为止，他都没有离开过尊孔（除了战争期间）。
1941年12月，太平洋战争爆发，日军南侵，他参加雪兰莪医药辅助队并一度受伤。1943年，他42岁，在瓜雪县而榄隐居避难，以养猪为生。1945年，他主持尊孔复校工作，并把变卖猪的钱全部投入尊孔的建设。1946年10月，他回中国奔父丧，这也是他最后一次回中国。

### 教总主席
1949年，他推动吉隆坡华校教师公会成立。1950年11月，他出任吉隆坡华校教师公会主席。1951年8月，他反对《巴恩报告书》并促使教总成立。1951年9月，他正式成为马来亚联合邦公民。1952年3月，他促使教总积极参与教育部改编华校教科书的计划，他担任咨询委员。11月，他促成全马华校董教代表大会及反对拟议中的新教育法令。
1953年4月，他促成马华教育“三大机构”并任职“马华教育中央委员会”副秘书。12月19日，他出任教总主席一职。

### 母语教育权
1954年8月，他以教总名义提出列华语为官方语文之一；之后他以教总名义向世界联合国申诉，请求该组织关注马来亚华人地位问题。1954年11月，他与马华公会会长陈祯禄爵士联手努力，使教育部要在华校开英文班的计划落空，把华校变成英校的企图不能得逞。
1955年1月，他率领董教总代表团到马六甲陈祯禄私邸与东姑阿都拉曼为首的巫统领导层会谈，为了联盟竞选的便利，会谈以自治选举前不提华文列为官方语文问题为条件，换取联盟答应若执政将废除《1952年教育法令》，以及重新厘订对各民族公平合理的教育政策，并增加拨款两百万给华文中小学。从此奠定了董教总代表华文教育的地位。
1956年4月，他促成全马华团争取公民权大会，要求通过四大要求（当地出生者为本地公民；留居满五年者可以申请公民权；公民义务与权利平等；华文为官方语文之一）。

### 《拉萨报告书》
1956年5月，他应邀在爪夷文的《马来前锋报》发表开斋节献词，并提出“非巫人要效忠马来亚，巫人要抱着共存共荣思想”的主张。5月6日，教育报告书发表前，他率领董教总代表团与教育部长会谈，并争取到敦阿都拉萨保证不把“最后目标”列入新法令中。8月，他巧妙利用教育部的“火炬运动”，使华人子弟普遍登记入华校就读，奠定了华文教育不灭亡的基础。他成功领导教总筹募基金。这笔基金，后来被用以建立教总大厦，在1958年建好后，它一直是华教运动的“司令部”。
1957年1月，他提出教育工作者两大使命：教导学生效忠马来亚与培养孩子共存共荣的观念。8月，他对公布的宪法表示不认同，并认为“建国的实际工作比空洞的宪法条文更加重要”，他提出应该“顾全大局”，忍让为国及信任东姑的领导。他领导教总及马华教育中央委员会忙于应付华文中学改制问题、超龄生问题、学潮问题等。结果，总算是稳住了华文中学的阵脚，除一两间，都不改制，也解决了华校超龄生问题，并被陈修信形容为“当前联合邦最有势力的人物之一”。
1958年12月，教总大厦落成，他坚持不举行庆祝典礼，以示破釜沉舟应付华教斗争的决心。1959年4月，他领导全马华人注册社团代表大会通过华人对教育总要求，其要点为：(1)各民族教育以母语为媒介；(2)各民族教育一律平等。

### 抵抗华文中学改制
1960年8月，他表明不能接受教育报告书，因为接受的结果是华文中学立刻要改为英文中学，并且在七年后英文作为官方语文的地位被更改为马来文后改成马来中学。11月，他在全国华文中学董教代表会议上重申，“我们争取虽然是华文教育的地位，但是我们主张各民族平等却是关系到国家的前途。我们愿意看到这个新兴的国家民族间的和衷合作，共同建设，不愿看到互相凌迫而引起争论，种下未来的祸根。”“我们才是真正的爱国者。”
1961年3月，他在教总工作委员会议上指出：“华文中学是华人文化的堡垒，津贴金可以被剥夺，独立中学不能不办。”8月，他在教总理事扩大会议上指当年曾经争取到时任教育部长敦阿都拉萨答应不把“最后目标”列入教育法令中。同月，他获内政部告知即将褫夺他的公民权。理由是：「故意歪曲与颠倒政府的教育政策，有计划的激动对最高元首及联合邦政府的不满；动机含有极端种族性质，以促成各民族间的恶感与仇视，可能造成动乱。」之后他被迫展开一场历时三年的法律斗争。

### 褫夺公民权
1961年8月22日，林连玉被教育部长取消教师注册。1961年8月24日，林连玉所有的著作，被内政部宣布为禁书。1964年10月23日，他的公民权正式被褫夺。11月16日，他接获通知公民权已被褫夺，接受报界访问时表示：“我个人的利益早置之度外，为华文教育牺牲永不后悔！”
他被迫隐居在吉隆坡二十年。1979年，他的双眼患眼疾，严重影响视力，屡医无效，从此他开始了幾乎足不出户的生活。1980年12月25日，他出席“教总成立29周年暨庆贺元老80大寿联欢宴会”，受到热烈欢迎。他发表演说时指出，他已经经得起时间的考验，真正做到“贫贱不能移，威武不能屈”了。
1984年1月30日，就前教育部华文组视学官（一种官名）钟敏璋女士的一篇有关赞扬他与沈慕羽的文章，著文指出：“马来西亚到今日还有华校继续存在，不要忘记华校教总的功劳。”1985年11月 因为东姑的一篇文章有歪曲史实、污蔑教总之嫌，特为文驳斥，指出：“争取民族的权益是神圣的任务，我们永远不会屈服的。即使不幸遇到滥用权力者辣手摧残，仍然昂起头来，顶天立地，威武不屈地奋斗到底！”

### 逝世与身后
1985年12月18日，林连玉溘然长逝于吉隆坡。林连玉在生前的访探者稀疏，甚至连他的生计也曾成问题。

## 与马华公会领袖的争执
林连玉身为华文教育领袖为了要争取华文母语教育却自己不谙英文和马来文，当时和他学识背景类似的华人学者如周曼沙、沙渊如、王宓文、黄润岳等也都因此不涉足政治。这造成他与英殖民官员和联盟领袖沟通上的不便，而且他必需依靠一些具有双语能力的人来帮他推动这方面的工作，可惜这种人当时少之又少。曾经有一次他和马华公会创办人陈祯禄见面，陈氏用半敬佩半玩笑的口吻向他说：“可惜你不懂英文，不然你也是一个厉害的人物。”
1960年《达立报告书》在国会通过之际，反对《达立报告书》的林连玉和支持《达立报告书》的马华公会的内阁部长兼国会议员梁宇皋曾在不同公开场合的会议上、报章上展开激烈的隔空骂战、笔战。在《达立报告书》在国会通过之日，梁宇皋在国会上直指「林连玉是大骗子走江湖，他为的是他自己的面包和牛油。」并在报章上著文将华文教育、林连玉与马共相题并论：“本邦有两大恐怖，第一，是赤色分子的恐怖活动，第二，是颠覆分子的颠覆活动。依照林连玉的活动，将使无数青年受牺牲。”在政府的压力下，中文报章都不敢刊登林连玉的言论，林连玉于是选择在雪兰莪中华大会堂上发表文告反击，直指“梁宇皋是民族败类，为着个人的高官厚禄，不惜出卖民族的利益。”并说梁宇皋“出卖”华文教育的品行有“汉奸 ” 血统的关联 （指梁宇皋和汪精卫的夫人陈璧君的表兄妹关系，而且两人也曾经定亲）。 
对于其他马华公会的成员，林连玉也曾提出过严酷的斥责，而他看不起的华人政治人物還有李孝式、陈修信、梁长龄、陈东海等。

## 轶事
林连玉是一位穷教师，一生节俭，可以比喻为梁启超所谓的“与世无竞”、“惟日夕闭户亲书卷，得间与同气相过从，则互出所学相质”的那类读书人。曾经有一位尊重他的学生对林连玉的仪表记述：“他头发不梳如毛草，如要见钦差大臣或教育局长，他最多将毛发湿湿以权充场面。面皮乌癯，皱纹密布，一口烟屎牙，不知者，会怀疑林先生是名副其实之‘道友’（吸毒者）也。”
虽然人们知道他的中文成绩优异，但是他不谙英文和马来文。林连玉自己也说过“……不懂得英文，不但没法在国际新闻界驰骋，而且在本邦采访的范围又被缩小了。”

## 林连玉语录
- “成为马来亚国的国民，是以尽义务、效忠诚为条件，不是以弃母语、毁文化为条件的。”[11]－1954年
- “我们的文化，就是我们民族的灵魂，我们的教育机关，就是我们民族的文化堡垒。”[11]－1955年
- “我们必须以不惜牺牲来避免牺牲，以不免压迫来反抗压迫，然后我们的民族在马来亚求生存才有拨云雾而见青天的一日。”[11]－1959年
- “对付破坏最好的答复就是建设。”
- “凡是不肯共存共荣的人是马来亚的罪人；凡是做了马来亚的公民，而不以马来亚为祖国的人，也是马来亚的罪人。”－1956年[來源請求]

### 引見
1. ↑  . 鳳凰衛視. 2021-06-22  [2022-04-14]. （原始内容存档于2022-04-14）.
2. ↑  . 林连玉基金會.   [2022-04-14]. （原始内容存档于2022-04-14）.
3. ↑  . 林连玉基金會.   [2022-04-14]. （原始内容存档于2021-07-26）.
4. ↑  . 大將書行.   [2022-04-14]. （原始内容存档于2021-07-26）.
5. ↑  . 林连玉基金會.   [2022-04-14]. （原始内容存档于2022-04-14）.
6. ↑  . 林连玉基金會.   [2022-04-14]. （原始内容存档于2022-04-14）.
7. 1 2 3 4 5  （简体中文）何启良·《百年连玉：论马来西亚华人政治史上的林连玉》[永久][A]·林连玉百年冥诞国际学术研讨会：教育、启蒙、创新，马来西亚吉隆坡，2001年9月16日)。
8. 1 2  . 林连玉基金.   [2008年4月29日]. （原始内容存档于2019年12月21日） （中文（简体））.
9. ↑  林连玉. . 吉隆坡: 林连玉基金. 1988年11月: 76  [2008-04-28]. （原始内容存档于2007-12-14） （中文（简体））.
10. ↑  程舒伟，郑瑞伟．二、《民报》主笔 （页面存档备份，存于）．见：《汪精卫与陈璧君》[M]．北京：团结出版社，2004年1月。ISBN 7-80130-768-2
11. 1 2 3  . 林连玉基金. 2010-06-04  [2018-08-19]. （原始内容存档于2016-04-05） （中文（简体））.